# Patrick Morrow
Pour les articles homonymes, voir Morrow.
Patrick Allan Morrow est un photographe et alpiniste canadien, né le 18 octobre 1952, à Invermere en Colombie-Britannique. Il est le premier à accomplir l'ascension des sept sommets de la liste de Messner, le 7 mai 1986, en escaladant le Puncak Jaya, alors qu'un an auparavant Richard Bass avait complété celle qui porte son nom.

## Publication
- Patrick Morrow, Beyond Everest - Quest For the Seven Summits, Camden House, 1986  (ISBN 0-920656-46-3)